# Táchira
Táchira is een van de 23 deelstaten van Venezuela. De staat heeft een oppervlakte van ruim elfduizend km² en kent 1.168.908 inwoners (2011). De hoofdstad van Táchira is de stad San Cristóbal.
De staat werd in 1856 gesticht (als provincie) en bestond uit vier kantons: Cristóbal, San Antonio, Lobatera en La Grita. Destijds woonden er 42.731 mensen in het gebied.

## Gemeenten
Táchira bestaat uit 29 gemeenten:
| Nr. | Gemeente               | Inwoners | Hoofdplaats             | Inwoners |
| --- | ---------------------- | -------- | ----------------------- | -------- |
| 1   | Andrés Bello           | 33.358   | Cordero                 | 33.358   |
| 2   | Antonio Rómulo Costa   | 10.303   | Las Mesas               | 2.085    |
| 3   | Ayacucho               | 69.387   | San Juan de Colón       | 57.427   |
| 4   | Bolívar                | 69.661   | San Antonio del Táchira | 71.630   |
| 5   | Cárdenas               | 147.584  | Táriba                  | 147.584  |
| 6   | Córdoba                | 36.925   | Santa Ana del Táchira   | 36.925   |
| 7   | Fernández Feo          | 50.417   | San Rafael del Piñal    | 48.000   |
| 8   | Francisco de Miranda   | 5.673    | San José de Bolívar     | 4.127    |
| 9   | García de Hevia        | 60.392   | La Fria                 | 61.568   |
| 10  | Guasimos               | 50.899   | Palmira                 | 43.106   |
| 11  | Independencia          | 47.114   | Capacho Nuevo           | 47.114   |
| 12  | Jauregui               | 100.112  | La Grita                | 88.450   |
| 13  | José María Vargas      | 10.126   | El Cobre                | 9.879    |
| 14  | Junín                  | 95.041   | Rubio                   | 89.528   |
| 15  | Libertad               | 32.578   | Capacho Viejo           | 31.275   |
| 16  | Libertador             | 20.236   | Abejales                | 11.578   |
| 17  | Lobatera               | 11.164   | Lobatera                | 6.500    |
| 18  | Michelena              | 22.662   | Michelena               | 18.500   |
| 19  | Panamericano           | 39.698   | Coloncito               | -        |
| 20  | Pedro María Ureña      | 51.985   | Ureña                   | 51.985   |
| 21  | Rafael Urdaneta        | 6.859    | Delicias                | 6.224    |
| 22  | Samuel Darío Maldonado | 16.725   | La Tendida              | -        |
| 23  | San Cristóbal          | 405.872  | San Cristóbal           | 405.872  |
| 24  | San Judas Tadeo        | 7.251    | Umuquena                | -        |
| 25  | Seboruco               | 9.927    | Seboruco                | 9.927    |
| 26  | Simón Rodríguez        | 2.085    | San Simon               | 2.085    |
| 27  | Sucre                  | 8.312    | Queniquea               | 2.979    |
| 28  | Torbes                 | 56.311   | San Josecito            | -        |
| 29  | Uribante               | 22.545   | Pregonero               | -        |

| Detailkaart |
| --- |
| Colombia Zulia Mérida Barinas Apure 1 2 3 4 5 6 7 8 9 10 11 12 13 14 15 16 17 18 19 20 21 22 23 24 25 26 27 28 29 |
| Gemeenten |